# Fiat Chery
Fiat Chery est une nouvelle société créée en coentreprise entre les groupes italien Fiat S.p.A. et chinois Chery Automobiles pour la fabrication, en Chine, de véhicules de tourisme Fiat et Alfa Romeo à partir de 2009.
Un Mémorandum a été signé le 7 août 2007 entre les deux partenaires. L'accord prévoit la constitution d'une coentreprise égalitaire dont le siège social sera à Wuhu, dans la province de Anhui, pour la fabrication et la commercialisation, en Chine, de voitures de tourisme de marques Alfa Roméo et Fiat de Fiat Group Automobiles et Chery. La coentreprise aura une capacité de production de 175 000 voitures par an. Le démarrage de la fabrication est attendu au plus tard en début d'année 2009.
Le Mémorandum est soumis aux autorisations des autorités chinoises.
L’introduction de modèles Alfa Roméo en Chine représente un moment historique, car à part une expérience au Brésil avec F.N.M. entre 1960 et 1985 et un essai symbolique en Thaïlande avec l'Alfa Romeo 156 en 1990, les modèles du constructeur milanais n'ont jamais été fabriqués ailleurs qu'en Italie. 
Les dirigeants chinois de Chery Automobiles attendent aussi un transfert de savoir-faire pour la conception et la fabrication de nouveaux modèles qui soient conformes aux normes de sécurité et de pollution européennes.
Chery Automobiles est implantée à Wuhu, dans la province de Anhui, et est un des plus importants constructeurs chinois de voitures. Sa gamme comprend les modèles Eastar, Tiggo, A5, Cowin, V5 e QQ, équipés de moteurs Chery CAC et ACTECO. Chery est aussi l'un des principaux exportateurs de voitures du pays.
En 2007, Fiat Auto et Chery ont signé un accord de partenariat pour la fabrication de moteurs par Chery qui équiperaient les productions chinoises de Fiat.
Le 19 mars 2009, Chery a déclaré vouloir renoncer, provisoirement, à l'accord de J-V avec Fiat Auto en raison de la crise mondiale du secteur. Chery ayant des projets autres, Fiat Auto a préféré s'allier avec GAIC - Guangzhou Automobile Industry Group pour la création de Fiat-GAIC en vue de la réalisation d'un centre de production de voitures Fiat en Chine. 